# Les Châtelliers-Châteaumur
Les Châtelliers-Châteaumur is een voormalige gemeente in het Franse departement Vendée in de regio Pays de la Loire en telt 682 inwoners (1999). Het maakt deel uit van het arrondissement Fontenay-le-Comte.

## Geschiedenis
Les Châtelliers-Châteaumur is ontstaan door de samenvoeging van de parochies van de Châteaumur en Les Châtelliers per koninklijk decreet van 22 juni 1825 en op 1 januari 2016 gefuseerd met de gemeenten La Flocellière, La Pommeraie-sur-Sèvre en Saint-Michel-Mont-Mercure tot de commune nouvelle Sèvremont. 

## Geografie
De oppervlakte van Les Châtelliers-Châteaumur bedraagt 18,1 km², de bevolkingsdichtheid is 37,7 inwoners per km².
De onderstaande kaart toont de ligging van Les Châtelliers-Châteaumur met de belangrijkste infrastructuur en aangrenzende gemeenten.

## Demografie
Onderstaande figuur toont het verloop van het inwonertal.
Châteaumur · Les Châtelliers · La Flocellière · La Pommeraie-sur-Sèvre · Saint-Michel-Mont-Mercure